# Fenacetină
Fenacetina este o substanță medicamentoasă cu proprietăți analgezice și antipiretice, care a fost utilizată în trecut pentru tratamentul durerilor și febrei. Structura sa este similară cu cea a paracetamolului, fiind un promedicament al acestuia. Medicamentul a fost retras de pe piață, în Canada din anul 1973, iar în Statele Unite din 1983, fiind introdusă pe piață în anul 1887.